# Dungeons & Dragons: Оданост међу лоповима
Dungeons & Dragons: Оданост међу лоповима (енгл. Dungeons & Dragons: Honor Among Thieves) је амерички фантастични филм из 2023. године. Режију потписују Џонатан Голдстин и Џон Франсис Дејли, по сценарију који су написали с Мајклом Ђилијом. Темељи се на стоној игри Dungeons & Dragonsулога Dungeons & Dragons. Главне улоге тумаче Крис Пајн, Мишел Родригез, Реге-Жан Пејџ, Џастис Смит, Софија Лилис и Хју Грант.
Премијерно је приказан 10. марта 2023. године на фестивалу South by Southwest, док је приказивање у биоскопима започело 31. марта у САД, односно 30. марта у Србији. Добио је позитивне рецензије критичара за своју глумачку поставу, режију, хумор, тон, музику и верност изворном материјалу. Зарадио је преко 208 милиона долара.

## Радња
Пре хапшења, бард Едгин Дарвис је служио као члан Харпера, реда мировних снага, све док ученици Црвеног чаробњака које је ухапсио нису убили његову жену. У пратњи варварке Холге Килгор, Едгин је покушао да створи нови живот за себе и своју ћерку Киру окрећући се крађи, удруживши се са чаробњаком аматером Сајмоном Омаром, одметником Форџом Фицвилијамом и његовом мистериозном познаницом Софином. Док је вршио рацију на упориште Харпера, Едгин је покушао да украде „Плочу поновног буђења” да би оживео своју жену, али су он и Холга били заробљени док су њихови саучесници побегли.
После две године у арктичком затвору Ревелс Енд, њих двоје беже у Невервинтер и сазнају да је Форџ тамо постао господар, након што је његов претходник остао мистериозно онеспособљен. Форџ се бринуо о Кири, убеђујући је да је Едгинова похлепа довела до његовог хапшења. Софина је откривена као Црвени чаробњак, а она и Форџ су намерно организовали њихово хапшење.
Софина покушава да погуби Едгина и Холгу, али они беже и одлучују да опљачкају Форџов трезор и доведу Киру кући током предстојећих Игара високог сунца. Потребна им је Плоча да би доказали своју невиност Кири и оживели Едгинову жену. Гладијаторске игре су раније биле забрањене, али их је Форџ поново успоставио, обећавајући да ће игре довести туристе и новац. Едгин и Холга позивају Сајмона да помогне, а он им такође предлаже да регрутују Дорик, тифлиншку друидкињу, чија се шумска заједница бори против присилне сече коју је наредио Форџ.
Претворена у муву, Дорик се инфилтрира у Форџов замак, откривајући да трезор има магичну одбрану од Морденкајнена, коју Сајмон не може да онемогући. Сајмон предлаже да би врата могла онеспособити магична реликвија, „Шлем раздвајања”. Они путују до старог гробља да питају Холгине претке где да га пронађу. Сајмон васкрсава мртве са талисманом довољно дуго да сваки одговори на пет питања; лешеви откривају да су дали шлем Зенку Јандару, паладину који је побегао из своје земље, Теј, када су Црвени чаробњаци претворили његов народ у војску немртвих.
Зенк, након што је приморао Едгина да се закуне да ће поделити сву стечену награду људима, води групу кроз подземље да преузму шлем. Уз помоћ штапа за телепортацију, који им је дао Холгин бивши муж полутан, они проналазе реликвију, али их нападају тејанске убице које је послала Софина. Зенк се бори против убица и помаже групи да побегне од Тембершоа, дебелог црвеног змаја, пре него што оде.
Сајмон има проблема да савлада моћ шлема, па они одлучују да искористе штап да уђу у трезор током игара. Сајмон и Холга се инфилтрирају до магично затворених врата, али проналазе собу празну осим магичне замке. Софина, прерушена у Киру, покорава Едгина. Група је заробљена и приморана да учествује у играма, али успева да побегне са стадиона. Дорик открива да је Форџ натоварио благо на брод и да се спрема да побегне; група краде брод за себе и спасава Киру од Фоџа, који је угрозио њен живот.
Док беже, схватају да је Софина организовала игре да привуче огромну гомилу и претвори их у војску немртвих користећи клетву која је уништила Теј. Група се враћа, преносећи Форџово украдено богатство из брода штапом за телепортацију и бацајући га по граду балоном, извлачећи људе са стадиона пре него што Софинина чаролија почне да делује.
Бесна због свог пораза, Софина напада групу, али Сајмон успева да савлада своју магију и поништи Софинину чаролију за заустављање времена, дозвољавајући Кири да искористи привезак невидљивости који су јој Едгин и Холга одавно дали да стави антимагичну наруквицу на Софину. Дорик напада чаробницу у облику сове, а затим Софину згњече рушевине које падају, али том приликом је Холга смртно повређена. Едгин користи Плочу да је врати у живот, прихватајући да жели да врати своју жену само због себе, док је Холга постала прави део њихове породице. Повраћен, стари господар Невервинтера проглашава групу херојима царства. Зенк шаље Форџа у Ревелс Енд; Форџ спектакуларно не успева да побегне као што су то урадили Едгин и Холга.

## Улоге
| Глумац         | Улога           |
| -------------- | --------------- |
| Крис Пајн      | Едгин Дарвис    |
| Мишел Родригез | Холга Килгор    |
| Реге-Жан Пејџ  | Зенк Јандер     |
| Џастис Смит    | Сајмон Омар     |
| Софија Лилис   | Дорик           |
| Хју Грант      | Форџ Фицвилијам |
| Клои Колман    | Кира Дарвис     |
| Дејзи Хед      | Софина          |
| Џејсон Вонг    | Дралас          |
| Бредли Купер   | Марламин        |